# 原核生物
原核生物（英文：prokaryote）是通常由單一原核细胞形成的生物。相对于真核细胞，原核细胞一般没有细胞内膜、没有核膜包裹的成型细胞核，但细胞内有染色体(原核細胞的染色體通常是環狀的)，DNA链未螺旋化，並以游離的形式存在於細胞質中，细胞质内也无任何有膜的细胞器（如粒線體或葉綠體）。有些分類學者将原核生物歸於原核生物域（Prokaryota），但現行的三域系統不採此說，而是將古菌域和細菌域的生物視為原核生物，原核生物本身不作為生物分類的層級。
原核生物为比同為單细胞生物的原生生物更細小和簡單。根据《伯杰氏细菌鉴定手册》，原核生物分为四大类，“有细胞壁的革兰氏阴性真细菌”，“有细胞壁的革兰氏阳性真细菌”，“无细胞壁的真细菌”，“古细菌”。环境中常见的原核生物有细菌、放线菌、古细菌、螺旋体、衣原体、支原体、立克次氏体和蓝细菌等光合性细菌。

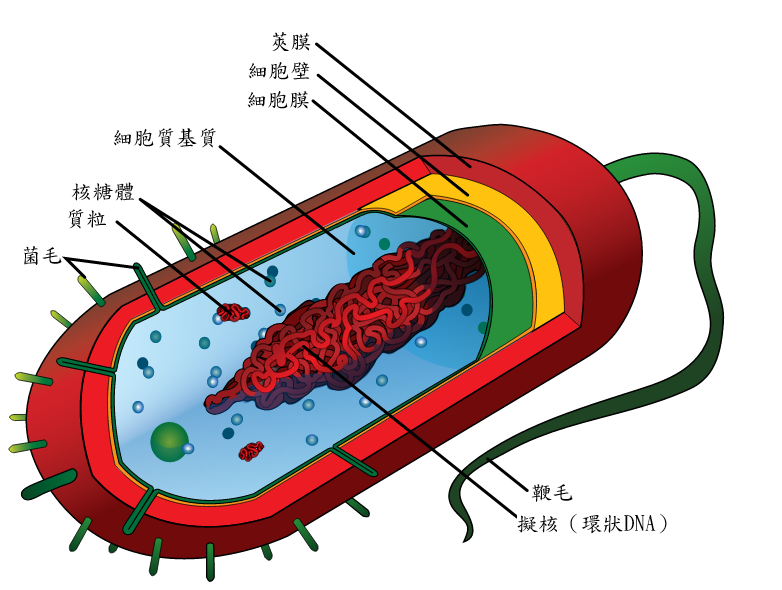
原核生物细菌

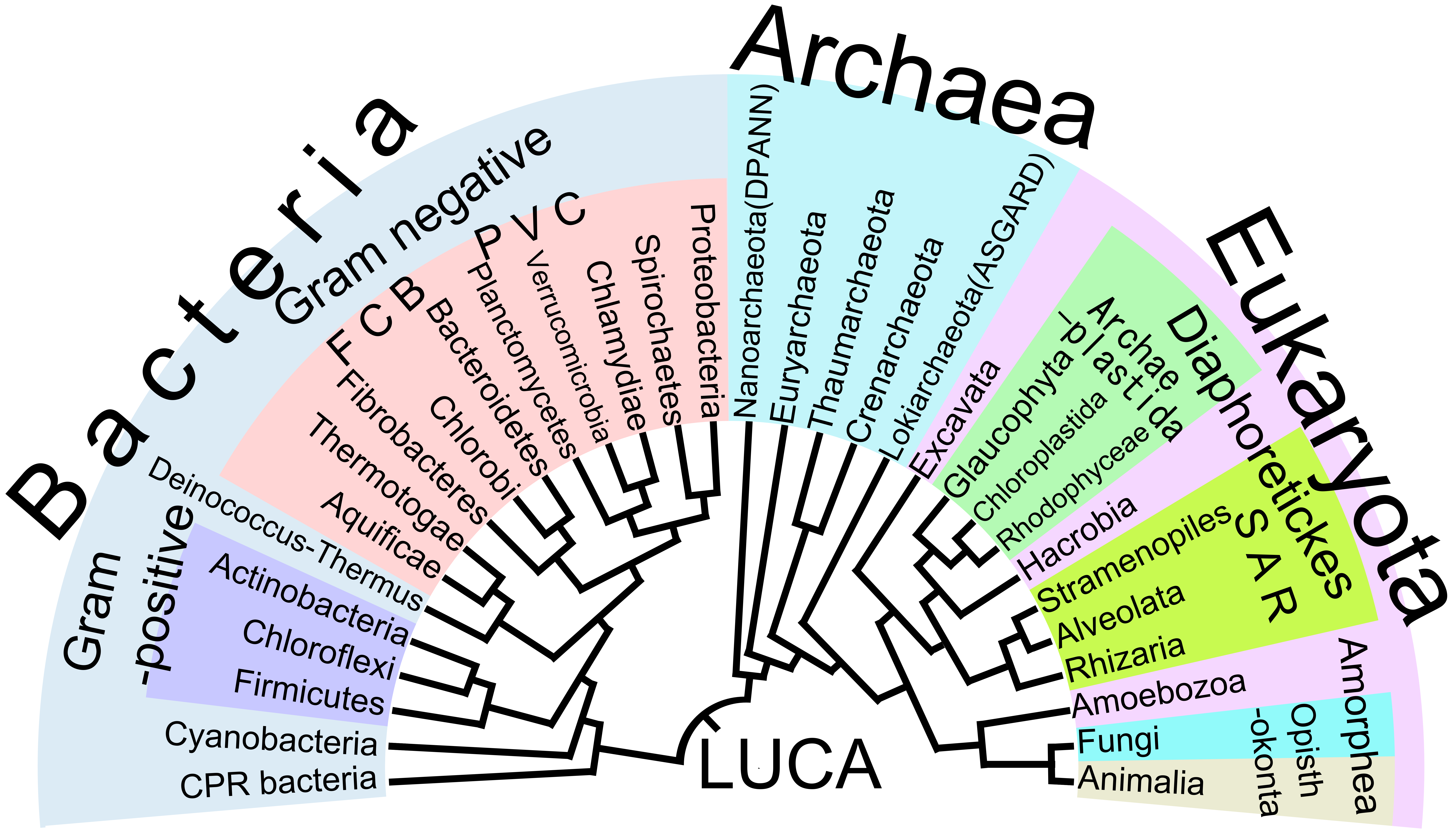
系统发生树（演化树）生动地表明与真核生物相比，原核生物的种类更为丰富

Prokaryota亦拼寫為"procaryotes-ß"，一語來自於karyon，意思是核。pro指演化出完整細胞核之前，沒有完整之細胞核。原核細胞細胞質內遺傳區稱核區（nucleoid）。原核細胞進行複製DNA及分割的過程，稱為細胞分裂。

## 特徵
原核细胞具有：
- 鞭毛
- 細胞膜
- 細胞壁
- 細胞質
- 核糖體
- 拟核
- 糖萼（部分原核細胞含有）等細胞結構。
- 被膜

## 原核细胞的形态
原核细胞中具有多种形状。四种基本形状是：球菌（球形）、杆菌（杆状）、螺旋體門（螺旋形状）、弧菌屬（逗号形状）。古菌 Haloquadratum 具有扁平的正方形形状。

## 生存環境
原核生物在其漫長的存在過程中多樣化程度極高。它們的新陳代謝比真核生物多樣得多，導致了許多高度獨特的類型。例如，原核生物可通過化能合成 獲得能量。原核生物幾乎遍布地球上的每個角落，包括寒冷的南極土壤、海底熱液噴口和陸地熱泉等高溫環境。 一些古細菌和細菌是極端微生物，可以在極端條件下繁衍生息，例如高溫（嗜熱菌）或高鹽度（嗜鹽菌）。一些古細菌是產甲烷菌，生活在缺氧環境中並釋放甲烷。 許多古細菌在海洋中以浮游生物的形式生長。共生的原核生物生活在其他生物體內或體表，包括人類。原核生物在土壤、海洋和海底沉積物中數量龐大。儘管土壤原核生物與人類的距離很近且對農業具有巨大的經濟重要性，但它們的特徵仍未得到充分描述。

## 起源

2012 年理查德·恩格爾提出的生命起源圖表中，真核生物出現較早，並非由原核生物衍生而來。這種觀點是關於原核生物和真核生物相對位置的眾多觀點之一，意味著普遍共同祖先相對較大且複雜。

目前廣泛接受的生命起源學說認為，最早的生物是原核生物。它們可能由原始細胞演化而來，而真核生物則在生命歷史的後期演化。另一種學說認為，現存的原核生物是由更複雜的真核生物祖先通過簡化過程演化而來。
也有一種觀點認為，生命的三域同時起源於一組多樣的細胞，形成了單一的基因庫。已知最古老的原核生物化石大約形成於 35 億年前，僅比地球地殼形成晚約 10 億年。真核生物僅在後來的化石記錄中出現，可能由多個原核生物祖先的內共生形成。已知最古老的真核生物化石約有 17 億年的歷史。但一些遺傳證據表明真核生物早在 30 億年前就已經出現。

## 繁殖
细菌和古菌通过无性生殖进行繁殖，通常为分裂。虽然亦存在基因交换现象，但遺傳交換和重組是通過基因水平转移，不涉及基因复制。即只是简单地在两个细胞之间传递DNA，如细菌接合。

## 分類

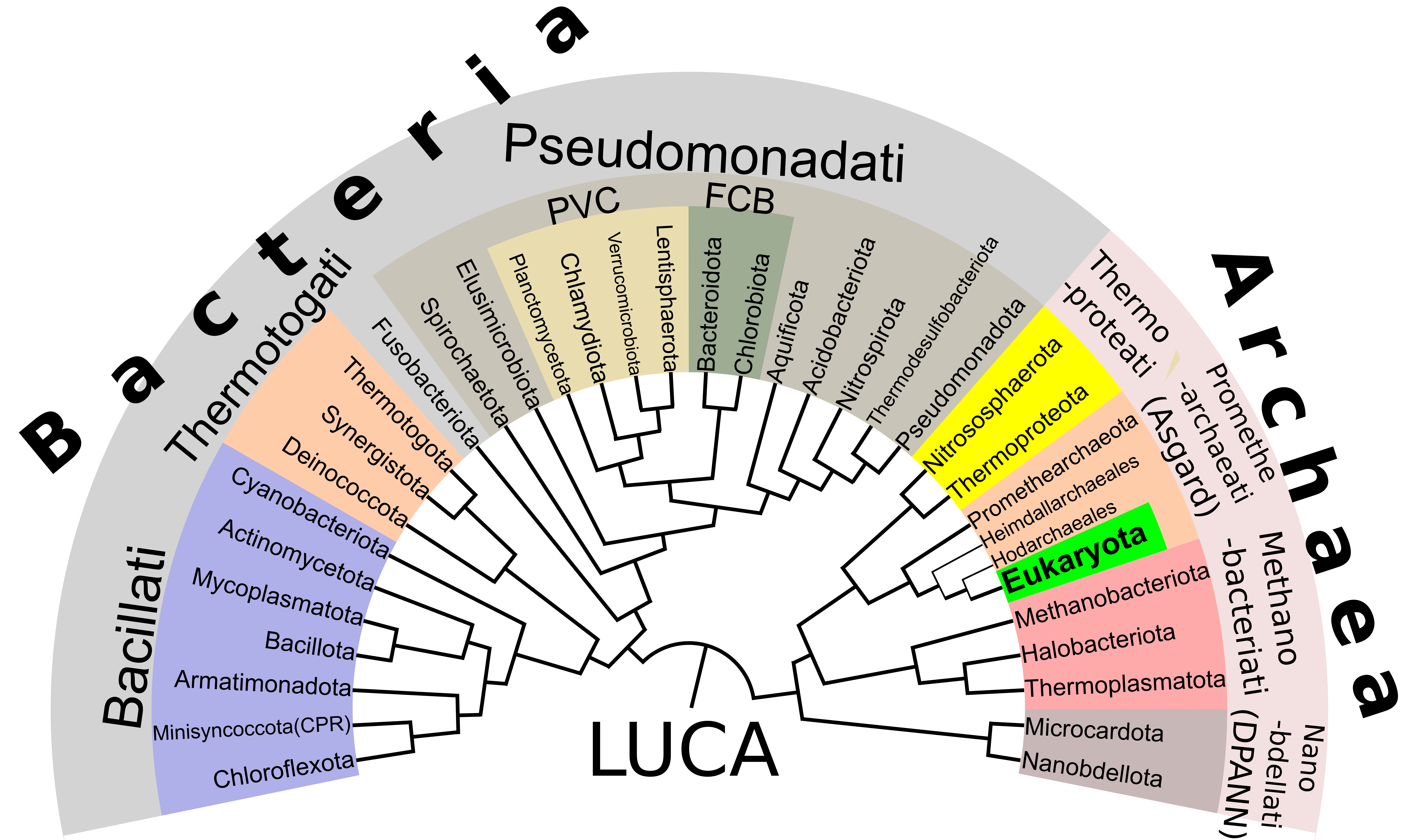
顯示原核生物多樣性的系統發生樹。這個 2018 年的提議顯示真核生物位於古菌的阿斯加德群之内（綠色標記），代表了古細菌假說的現代版本。在此觀點中，細菌與其他生物的分界是將生物分為兩個主要域的依據。

越來越多的證據表明，真核生物的起源應歸屬於古菌的阿斯加德群（Asgard），可能是海姆達爾古菌門（Heimdallarchaeota)。例如，通常在真核生物細胞核中包裹 DNA 的組蛋白，在幾個古菌群中也有發現，為同源性提供了證據。  湯瑪斯·卡弗利爾-史密斯於2002年將包含古菌和真核生物的非細菌類群命名為新壁生物，基於這些生物形成一個單系群的觀點。